# Parloir libre

Parloir libre était une émission de radio anticarcérale diffusée en région parisienne. 
Fondée en 1985, Parloir Libre, animée par Guy Dardel, est d'abord diffusée sur Fréquence Montmartre, radio libre créée en 1981 sur 95 MHz puis autorisée en 1983 sur 98.85 MHz. Elle sera ensuite diffusée de 1988 à 1992 sur Radio Tomate, et de 1992 à 2000 sur Fréquence Paris Plurielle,,,,. Parloir Libre avait pour but « d’informer sur la question des taules », de « créer des structures stables en soutien aux luttes en prison ». Des lettres de prisonniers en lutte à l'intérieur des prisons contre leurs conditions de détention et d'isolement étaient lues à l'antenne. L'émission fait circuler toutes les positions des détenus, à charge pour eux de les critiquer, les ondes deviennent le relai des initiatives portées par les détenus de différentes prisons, leur permettant de s'organiser et de communiquer d'une prison à l'autre. La revue Venceremos, sur le sujet des prisons est éditée par Parloir Libre : "Nous livrons donc notre réflexion, espérant qu'elle sera dynamique, qu'elle permettra à la conscience collective d'avancer, bref qu'elle nous rendra plus forts et plus nombreux à combattre l'enfer carcéral et la société qui le génère". L'association des parents et amis de détenus (APAD) intervenait souvent à l'antenne.